# Blang Dalam (Jeumpa)
Blang Dalam is een bestuurslaag in het regentschap Bireuen van de provincie Atjeh, Indonesië. Blang Dalam telt 623 inwoners (volkstelling 2010).